# Mémoires d'un médecin
Mémoires d'un médecin est une série de romans d'Alexandre Dumas père :
- Joseph Balsamo
- Le Collier de la reine
- Ange Pitou
- La Comtesse de Charny
- Le Chevalier de Maison-Rouge leur fait suite, même s'il ne fait pas formellement partie des Mémoires